# In Control, Volume 1
Albums de Marley Marl
In Control, Volume 2: For Your Steering Pleasure
(1991)
In Control, Volume 1 est le premier album studio de Marley Marl, sorti le 20 septembre 1988.
Dans cet opus, Marley Marl présente son style de production et de sampling avec la participation des membres du Juice Crew et d'autres artistes de son entourage. L'album est analysé, piste par piste, dans l'ouvrage Check the Technique (en) de Brian Coleman.
L'album s'est classé 25e au Top R&B/Hip-Hop Albums et 163e au Billboard 200.

## Liste des titres
| No  | Titre                                                                     | Contient un (des) sample(s) de | Durée |
| --- | ------------------------------------------------------------------------- | --- | ----- |
| 1.  | Droppin' Science (featuring Craig G)                                      | Make It Funky de James Brown Rock Me Again & Again & Again & Again & Again & Again (6 Times) de Lyn Collins Change the Beat (Female Version) de Beside                                                           | 4:59  |
| 2.  | We Write the Songs (featuring Biz Markie et Heavy D)                      | Papa Was Too de Joe Tex I Write the Songs de Barry Manilow Drift Away de Dobie Gray | 5:25  |
| 3.  | The Rebel (featuring Percy Tragedy)                                       | Hot Pants de James Brown The Tragedy (Don't Do It) des Super Kids The Bridge de MC Shan The Overweight Lover's in the House d'Heavy D & the Boyz                                                                 | 3:46  |
| 4.  | Keep Your Eyes on the Prize (featuring Masta Ace et Action)               | You're Getting a Little Too Smart des Detroit Emeralds Change the Beat (Female Version) de Beside | 5:42  |
| 5.  | The Symphony (featuring Masta Ace, Craig G, Kool G Rap et Big Daddy Kane) | Hard to Handle d'Otis Redding Do It Your Way de Rory-O et Chuck Colbert | 6:06  |
| 6.  | Live Motivator (featuring Percy Tragedy)                                  | Get in Touch With Me de Collage Hot Pants de James Brown | 4:45  |
| 7.  | Duck Alert (featuring Craig G)                                            | Funky President (People It's Bad) de James Brown He's My DJ (Red Alert) de Sparky Dee featuring Red Alert Basketball Throwdown des The Cold Crush Brothers and The Fantastic Five I Got an Attitude d'Antoinette | 4:12  |
| 8.  | Simon Says (featuring Masta Ace et Action)                                | Chocolate Buttermilk de Kool & the Gang I Love Trash d'Oscar the Grouch Black Skin Blue Eyed Boys des Equals There It Is de James Brown                                                                          | 4:02  |
| 9.  | Freedom (featuring MC Shan)                                               | Get Up and Dance de Freedom Escape-Ism de James Brown Change the Beat (Female Version) de Beside | 4:27  |
| 10. | Wack Itt (featuring Roxanne Shanté)                                       | | 4:45  |